# Aleuroparadoxus chomeliae
Aleuroparadoxus chomeliae là một loài côn trùng cánh nửa trong họ Aleyrodidae, phân họ Aleyrodinae.
Aleuroparadoxus chomeliae được Russell miêu tả khoa học đầu tiên năm 1947.